# Vriesea delicatula
Vriesea delicatula é uma espécie de planta do gênero Vriesea e da família Bromeliaceae. 

## Taxonomia
A espécie foi descrita em 1941 por Lyman Bradford Smith. 

## Forma de vida
É uma espécie epífita e herbácea. 

## Descrição
| Caule                                 | Caule             |
| ------------------------------------- | ----------------- |
| propagação vegetativa                 | por broto lateral |
| Folha                                 |                   |
| roseta                                | infundibuliforme  |
| forma da lâmina                       | linear            |
| largura da lâmina                     | 1                 |
| Inflorescência                        |                   |
| tipo de ramificação                   | racemo duplo      |
| posição                               | subereta          |
| posição das flores na raque           | dística           |
| posição das flores na antese          | subereta          |
| posição das flor                      | secunda           |
| ápice das brácteas florais            | encurvado         |
| carena das brácteas florais           | em todo o dorso   |
| cor das brácteas florais              | vermelha          |
| Flor                                  |                   |
| forma da pétala                       | linear            |
| forma do apêndice da pétala           | desconhecida      |
| cor da pétala                         | amarelada         |
| posição dos estames - fauce da corola | exserto           |
| posição do pistilo e estame na antese | desconhecida      |

## Conservação
A espécie faz parte da Lista Vermelha das espécies ameaçadas do estado do Espírito Santo, no sudeste do Brasil. A lista foi publicada em 13 de junho de 2005 por intermédio do decreto estadual nº 1.499-R. 

## Distribuição
A espécie é encontrada no estado brasileiro de Espírito Santo. 
A espécie é encontrada no domínio fitogeográfico de Mata Atlântica, em regiões com vegetação de floresta ombrófila pluvial.